# Febbre
La febbre (anche nota come piressia) è un segno clinico; si definisce come uno stato patologico temporaneo che comporta un'alterazione del sistema di termoregolazione ipotalamico e una conseguente elevazione della temperatura corporea al di sopra del valore considerato normale (circa 36,8 gradi Celsius per gli esseri umani in condizioni basali). Si distingue dall'ipertermia che invece è uno stato dovuto a fattori esogeni che comporta l'aumento della temperatura corporea senza variazione dell'attività di termoregolazione. La febbre può essere indotta da numerosi processi patologici innescati da stimoli endogeni o esogeni.

## Temperatura corporea
Le reazioni chimiche che consentono la vita possono avvenire solamente entro un determinato intervallo di temperatura. Gli animali omeotermi utilizzano dei meccanismi endogeni di termoregolazione, che consentono di mantenere una determinata temperatura corporea media, diversa da specie a specie, per il corretto mantenimento delle funzioni vitali.
Negli esseri umani una temperatura sopra i 37 °C è considerata febbre; tuttavia questo è un valore approssimato. In proposito sono stati compiuti molti studi e, a seconda delle fonti, sono state indicate varie possibili temperature “normali”. Gli studi più recenti indicano generalmente una temperatura di 37 °C, con una certa variabilità individuale (di circa ±0,4 °C).
La temperatura aumenta nel corso della giornata, perché diminuisce da parte del nostro organismo la produzione di cortisolo. Il cortisolo viene prodotto soprattutto nelle prime ore dopo il risveglio ed è un potente antinfiammatorio perché blocca la produzione di prostaglandine, che sono responsabili dell'insorgenza della febbre.

## Cause e meccanismo
La febbre costituisce un aumento della temperatura corporea innescato da numerose citochine in diverse condizioni patologiche. Si distingue dalle ipertermie non febbrili per il suo particolare meccanismo di aumento della temperatura sistemica, che consiste in un innalzamento reversibile del set point ipotalamico.
L'alterazione funzionale dei centri ipotalamici consiste in un innalzamento della soglia di riconoscimento della temperatura di riferimento, per cui i neuroni avvertono come temperatura soglia non più quella geneticamente determinata (37 °C), ma una temperatura superiore a questa. Il suddetto slittamento determina l'innesco di risposte termoconservative e termodispersive non più quando la temperatura corporea si abbassa al di sotto o si alza al di sopra dei 37 °C, ma a temperature superiori.
Durante i processi infiammatori le prime cellule a essere attivate sono i monociti (cellule dell'immunità innata presenti costitutivamente nei tessuti vascolarizzati), che maturano in macrofagi e iniziano a secernere citochine, proteine che agiscono sia a livello locale che sistemico.
In quest'ultimo caso, molto importanti sono le interleuchine 1 e 6 (IL-1 e IL-6) e il TNF-α, ma esistono anche altre sostanze pirogene come TNFβ, IFNα, IFNβ, IFNγ, MIP-1, IL-2, IL-8 e diversi peptidi prodotti dai macrofagi, che vanno ad agire indirettamente sui neuroni ipotalamici: sono in grado di attivare le cellule endoteliali dei vasi che irrorano l'ipotalamo a produrre e rilasciare prostaglandine, in particolare PGE2, e altri derivati dell'acido arachidonico.
Queste ultime sostanze legano recettori specifici (EP3) a livello dei neuroni termoregolatori della regione preottica dell'ipotalamo (organum vasculosum laminae terminalis) dove non è presente la barriera emato-encefalica,    e determinano un aumento della concentrazione di AMP ciclico interna portando alla disregolazione del centro ipotalamico.
Il centro termoregolatore, che agisce da termostato dell'organismo umano, è ora tarato non più sui 37 °C, ma su una temperatura superiore.
L'ipotalamo è quindi "istruito" a mantenere una temperatura corporea più elevata.

Sebastiano Liberali, autore nell'Ottocento di diversi saggi clinici sulla febbre

La febbre si manifesta di solito in tre fasi:
- fase prodromica o fase d'ascesa: coincide con l'inizio della produzione delle prostaglandine. I neuroni ipotalamici sono tarati a una temperatura superiore ai 36 °C e innescano delle reazioni che determinano l'aumento della temperatura corporea: spasmi muscolari involontari (brividi o shivering), attivazione dell'ortosimpatico che provoca vasocostrizione periferica, stimolazione della tiroide affinché venga attivato il metabolismo basale). A livello del muscolo scheletrico, quindi, si ha una contrazione involontaria, ma anche l'attività di cascate di segnalazione intracellulari, con l'espressione di PGC1, un fattore trascrizionale che attiva la mitocondriogenesi. Allo stesso tempo è attivata la trascrizione di UCP, che abbassa l'efficienza nella sintesi di ATP nel mitocondrio. Si hanno così più mitocondri poco efficienti, con maggior produzione di calore in ogni miocita. Il soggetto in questa fase ha una sensazione generalizzata di freddo, perché non si è ancora raggiunto il set point ipotalamico;
- fase del fastigio o acme febbrile: dura per tutto il periodo di produzione delle prostaglandine. I neuroni ipotalamici mantengono la temperatura sul nuovo valore. Il soggetto ha una sensazione di caldo, con pelle calda e arrossata, cefalea, mialgia, oliguria, agitazione e aumento della frequenza cardiaca e respiratoria.
- fase di defervescenza: inizia con l'inattivazione della produzione delle prostaglandine ed è tanto più rapida quanto è più celere l'eliminazione dei possibili patogeni. I neuroni tornano a essere tarati al normale valore di 37 °C, riconoscono l'innalzata temperatura corporea e attivano meccanismi affinché questa si abbassi: si ha la stimolazione del sistema colinergico che causa sudorazione e vasodilatazione periferica. La fase di defervescenza può essere graduale (per lisi) o immediata (per crisi). Il soggetto ha una sensazione di caldo, suda e ha la pelle arrossata.

Nella maggior parte dei casi, la febbre si associa a infezioni a risoluzione spontanea, come le comuni malattie virali. L'impiego di antipiretici serve in questi casi solo ad attenuare la sensazione di disagio del paziente, ma non accelera o facilita la risoluzione dell'infezione. Questi farmaci agiscono bloccando la sintesi di prostaglandine, ma non eliminano la causa che sta dietro la febbre. Non di rado l'utilizzo inadeguato degli antipiretici può mascherare un'infezione batterica trattata in modo errato.
La febbre va considerata parte dei meccanismi di difesa dell'organismo, in quanto ostacola la replicazione dei microorganismi infettanti (specialmente virus, attraverso la produzione di interferoni), pertanto è utile riservare gli antipiretici quando strettamente necessario, ovvero per ridurre i sintomi sistemici associati, quali cefalea, mialgie e artralgie, o in presenza di indicazioni specifiche, meglio se sotto controllo medico per quanto riguarda bambini piccoli, anziani debilitati, cardiopatici e broncopneumopatici.
In quest'ultimo caso il trattamento della febbre è altamente raccomandato, in quanto la febbre aumenta la richiesta di ossigeno: per ogni grado al di sopra dei 36 °C, l'organismo necessita del 13% in più di ossigeno e ciò potrebbe aggravare una preesistente insufficienza cardiaca o una patologia respiratoria cronica.
L'osservazione cauta permette alla febbre di espletare il suo compito difensivo se il soggetto: svolge normalmente le sue attività in casa, è lucido, beve, suda, urina, non ha altri sintomi correlati come vomito, tosse, diarrea, cefalea.
Una febbre non complicata (che nei bambini spesso può essere anche causata da stress emotivi, cambiamenti di sede, di casa, viaggi), in genere dura qualche giorno e va via senza terapia. Non bisogna sottoporsi a cambiamenti di temperatura tra interno ed esterno, ma restare a riposo a casa qualche giorno, evitando il riscaldamento eccessivo dell'ambiente.
Quando si ha la febbre in genere non si ha bisogno o desiderio di mangiare, ma si deve bere per disperdere il calore ed eliminare le tossine.
Bisogna però sapere che una febbre alta non va abbassata troppo bruscamente con antipiretici, cortisonici ecc. per non incorrere in complicazioni; né dimenticare che si può essere allergici o intolleranti ai farmaci che si ritengono utili.
In qualsiasi caso farmaci come l'aspirina sono efficaci soltanto se la febbre ha origini infiammatorie, infatti agiscono inibendo la produzione delle prostaglandine. Non danno alcun beneficio quindi né nell'ipertermia né nel colpo di calore.

## Classificazione
A seconda del valore della febbre (misurazione ascellare) questa può essere classificata in vari modi:
| Classificazione | Valore in °C |
| --------------- | ------------ |
| Febbricola      | < 38,0       |
| Febbre lieve    | 38,0 - 38,5  |
| Febbre moderata | 38,5 - 39,0  |
| Febbre elevata  | 39,0 - 39,5  |
| Iperpiressia    | > 39,5       |

## Tipi di febbre

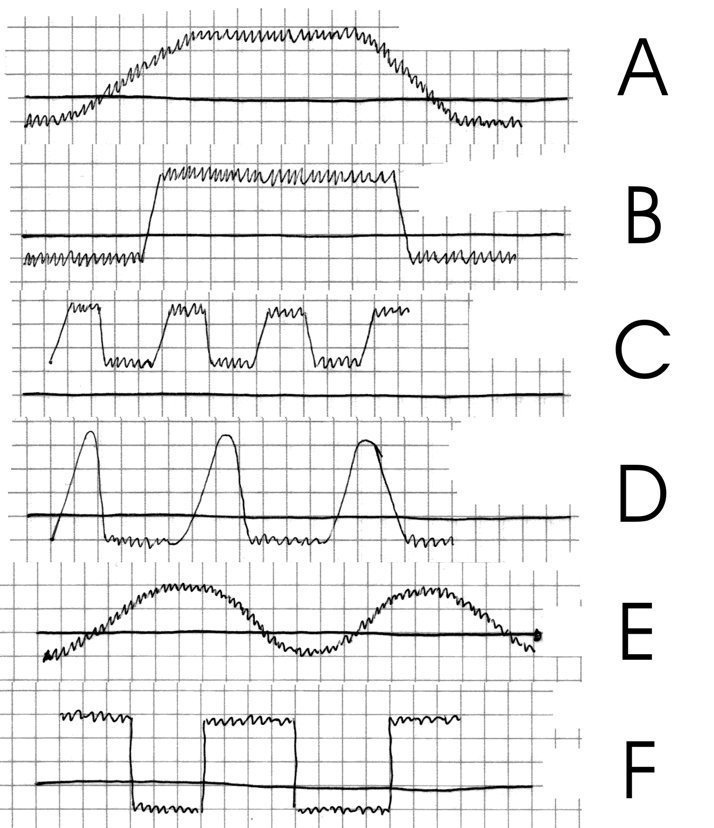
Andamento dei diversi tipi di febbre
a) Febbre continua
b) Febbre continua a insorgenza e remissione brusca
c) Febbre remittente
d) Febbre intermittente
e) Febbre ondulante
f) Febbre ricorrente

La fase di fastigio assume andamenti caratteristici a seconda delle cause che producono la febbre. Si distinguono vari tipi di febbre:
- Febbre continua: la temperatura corporea raggiunge i 40 °C e si mantiene pressoché costante durante il periodo del fastigio, in quanto le oscillazioni giornaliere della temperatura corporea sono sempre inferiori ad un grado Celsius senza che mai si raggiunga la defervescenza. È frequente nelle polmoniti. Solitamente si ha defervescenza per crisi con sudorazione profusa.
  - Insorgenza e defervescenza graduale (defervescenza per lisi), si ha un passaggio dallo stato di salute a quello di malattia moderato nel tempo.
  - Insorgenza e defervescenza brusca (defervescenza per crisi), si ha un passaggio dallo stato di salute a quello di malattia estremamente rapido. Durante la defervescenza per crisi c'è intensa sudorazione.
- Febbre remittente o discontinua: il rialzo termico subisce durante il periodo del fastigio oscillazioni giornaliere di due-tre gradi, senza che mai si raggiunga la defervescenza. È frequente nelle setticemie e malattie virali. È frequente nella tubercolosi.
- Febbre intermittente: periodi di ipertermia si alternano a periodi di apiressia (senza febbre). Queste oscillazioni si osservano durante una stessa giornata, e questo è il caso di sepsi, neoplasie, malattie da farmaci, oppure nell'arco di più giorni (Febbre Ricorrente), come nel caso della malaria (se il picco di ipertermia si osserva ogni quattro giorni si parla di quartana, se si osserva ogni tre giorni di terzana), nel linfoma di Hodgkin e in altri linfomi. Una febbre alta (intorno ai 40 °C, o fra i 37 e 38 in presenza di sudorazione, che asporta calore corporeo), intermittente e associata a brividi è il sintomo di una febbre settica, di origine batterica.
- Febbre ondulante: il periodo febbrile oscilla da 10 a 15 giorni
- Febbre ricorrente e familiare: Febbre mediterranea familiare (FMF), il periodo febbrile oscilla da 3 a 5 giorni

## Misurazione
La misurazione della temperatura corporea si effettua tramite un termometro per uso medico. Il valore riportato dallo strumento non rappresenta necessariamente la cosiddetta temperatura interna, e a seconda della modalità di misurazione si distinguono diverse temperature:
- Temperatura rettale, ottenuta inserendo l'ampolla del termometro nel retto per via anale. Si considera normale una temperatura tra i 36,8° e i 37,3 °C.[5]
- Temperatura orale, ottenuta tenendo l'ampolla in bocca. Si considera normale una temperatura tra i 36,8° e i 37,5 °C.[5]
- Temperatura timpanica, ottenuta tramite la rilevazione dei raggi infrarossi.
- Temperatura ascellare, ottenuta tenendo l'ampolla nell'incavo dell'ascella. Si considera normale una temperatura tra i 35,8° e i 37,0 °C.[5]
- Temperatura inguinale, ottenuta tenendo l'ampolla nell'incavo dell'inguine. Si considera normale una temperatura tra i 37° e i 37,5 °C.[5]

## Terapia
La terapia delle febbri con mezzi fisici (spugnature di acqua o alcool) è sconsigliata in caso di febbre di origine centrale, mentre può essere consigliata solo in caso d'ipertermia. Al contrario, i farmaci non possono essere consigliati in caso d'ipertermia perché in questo caso manca il meccanismo centrale di innalzamento della temperatura su cui questi agiscono.
Per ipertermia si intende una temperatura rettale uguale o superiore a 41,6 °C, non dovuta all'azione di pirogeni endogeni, ma ad altri meccanismi che comportano un aumento primitivo della produzione endogena di calore e che agiscono al di fuori del controllo del centro ipotalamico che regola la temperatura corporea; come è il caso di:
- ipertiroidismo
- colpo di calore,
- condizioni di alterata capacità di disperdere calore: (disautonomia familiare o la displasia ectodermica anidrotica).

### Pediatria
La terapia farmacologica della febbre nei bambini prevede secondo le Linee Guida della Soc. Italia di Pediatria (SIP), l'uso di due soli farmaci: paracetamolo e ibuprofene, poiché gli altri farmaci ad attività antipiretica non sono approvati per quest'uso.
Inoltre, secondo le raccomandazioni che questa recente Linea Guida 2009 dà, occorre:
1. usare questi due farmaci solo quando il bambino ha un malessere generale evidente,
2. l'Acido acetilsalicilico (aspirina) non va usato per il rischio di Sindrome di Reye,
3. i cortisonici non devono essere usati per il loro elevato rapporto effetti avversi/benefici,
4. l'uso combinato o alternato di paracetamolo e ibuprofene non è consigliato,
5. la somministrazione rettale va usata solo in caso di vomito,
6. i dosaggi degli antipiretici devono essere quelli approvati; mai vanno superate le dosi consigliate, specie con il paracetamolo per il rischio di epatotossicità fulminante con lo stesso,
7. l'ibuprofene non va usato in caso di varicella o se il bambino è disidratato o in caso di sindrome di Kawasaki,
8. la dose dei farmaci va calcolata in base al peso e non in base all'età,
9. in caso di asma il paracetamolo non è controindicato, l'ibuprofene sì quando vi è un'asma nota per i farmaci antinfiammatori non steroidei (FANS),
10. non è consigliato l'uso preventivo dei due farmaci per prevenire reazioni ai vaccini,
11. non è consigliato l'uso preventivo dei due farmaci per prevenire le convulsioni febbrili, perché non le prevengono.

Successivamente a questa Linea Guida, nel maggio del 2009 è stata pubblicata un'importante ricerca condotta in Gran Bretagna e sponsorizzata da un ente Governativo "Health Technology Assessment"; nella quale si legge che l'associazione tra paracetamolo e ibuprofene da migliori risultati sulla riduzione dei tempi per raggiungere lo sfebbramento rispetto al solo uso del paracetamolo, ma non rispetto l'uso del solo ibuprofene.
Inoltre, la combinazione dei due farmaci ha una maggiore durata del controllo del sintomo.
Lo studio conclude sostenendo che: "l'ibuprofene dovrebbe essere il farmaco di primo impiego, mentre la combinazione dei due dovrebbe essere presa in esame qualora si voglia sfruttare il più duraturo controllo del sintomo febbre (2,5 ore in più). In questo caso però bisogna attentamente controllare affinché non venga superata la dose massima giornaliera dei due farmaci; inoltre, non andrebbe scoraggiata questa pratica per il maggior costo complessivo a fronte di un sintomo che di solito ha breve durata, ma che può avere implicazioni prognostiche importanti."
Di questa ricerca pubblicata nel 2009 le Linee Guida della SIP non tengono conto per motivi prudenziali e perché pubblicata prima di questo studio inglese.
Una recente ricerca, condotta su 322 959 adolescenti coordinata dal Medical Research Institute of New Zealand (Wellington, Nuova Zelanda), ha dimostrato che il paracetamolo è un importante fattore di rischio per lo sviluppo e/o mantenimento nell'infanzia e adolescenza del rischio di asma, rinocongiuntivite ed eczema.